# Saint Lucia
Saint Lucia (talvolta abbreviato in St. Lucia; in italiano anche Santa Lucia) è uno stato insulare del Commonwealth in America centrale, tra il Mar dei Caraibi orientale e l'oceano Atlantico; si trova nelle Piccole Antille, a nord di Saint Vincent e Grenadine e a sud della Martinica.
A lungo protettorato del Regno Unito, ottenne da questo l'indipendenza il 22 febbraio 1979 e contestualmente entrò a far parte del Commonwealth. Il Capo di Stato è il monarca britannico, rappresentato dal Governatore generale di Saint Lucia.

## Storia
I primi a popolare l'isola furono gli Arauachi intorno al III secolo d.C. A essi si aggiunsero poi i Caribi. Si ritiene invece che il primo europeo a raggiungere l'isola sia stato l'esploratore spagnolo Juan de la Cosa intorno al 1500. Saint Lucia fu così chiamata dal nome della santa originaria di Siracusa da parte dei francesi, primi colonizzatori europei. Saint Lucia, soprattutto a causa dell'importanza strategica del porto naturale di Castries, fu a lungo contesa tra Francia e Gran Bretagna, cambiando di sovranità per ben 14 volte tra il XVII e il XVIII secolo.
Fu solo nel 1814 che i britannici riuscirono ad affermarsi definitivamente. Viene chiamata anche "Elena dei Caraibi" per il suo continuo cambio di sovranità tra la Francia e l'Inghilterra. Chiare tracce della dominazione francese rimangono nei nomi dei centri e delle località dell'isola. A lungo possedimento britannico, Saint Lucia fece parte per pochi anni (1958-62) della Federazione delle Indie Occidentali. Dopo aver ottenuto l'autogoverno nel 1967, l'isola raggiunse l'indipendenza il 22 febbraio 1979.

## Geografia
L'isola di Saint Lucia è di origine vulcanica ed è più montuosa rispetto alle altre isole dei Caraibi dopo Dominica. Il punto più alto è il Monte Gimie, che ha un'altezza di 950 metri sul livello del mare. Due altre montagne sono i famosi e imponenti Pitons patrimonio dell’UNESCO, che rappresentano il simbolo stesso dell'isola e che compaiono anche sulla bandiera. Questi si trovano tra Soufrière e Choiseul sul lato occidentale dell'isola.
La capitale di Saint Lucia è Castries, dove vive circa un terzo della popolazione complessiva dello Stato. Le città principali comprendono Gros Islet e Soufrière Vieux Fort.

### Clima
Il clima è moderato dagli alisei provenienti da nord-est, con una stagione secca che va da gennaio ad aprile e una stagione piovosa da maggio a dicembre; le temperature medie sono stabili e oscillano tra i 24 °C e i 32 °C. Da giugno a novembre è possibile imbattersi in sporadiche tempeste tropicali.

## Popolazione

### Etnie
Oltre il 90% degli abitanti di Saint Lucia è di origine africana. Vi è poi una piccola (ma molto importante dal punto di vista economico) minoranza di mulatti che ammonta al 5% della popolazione. Seguono europei (1,1%) e indiani caribi (3%). È presente un piccolo numero di individui, noti come Kalinago (discendenti dall'incrocio fra caribi nativi e schiavi neri sopravvissuti a un naufragio), che vivono principalmente nella regione di Choiseul e in alcuni centri della costa occidentale.
Infine, vi è una ridottissima minoranza di libanesi e siriani.

### Religione
Dal 1960 a oggi i cattolici sono passati dal 92,4% della popolazione al 67,5%. Per contro sono aumentati i protestanti, oggi il 23,1% degli abitanti. Il 2% aderisce al rastafarianesimo, il 4,5% dichiara di non appartenere a nessuna religione.

### Lingue
La lingua ufficiale è l'inglese; viene, inoltre, parlato un creolo francese, sviluppatosi in seguito alla colonizzazione francese.

### Premi Nobel
Saint Lucia vanta il più alto tasso di vincitori di premi Nobel in rapporto alla popolazione nazionale. Ben due isolani, infatti, hanno ottenuto tale riconoscimento: l'economista W. Arthur Lewis vinse il premio Nobel per l'economia nel 1979, noto per il modello di Lewis (1954), o modello di crescita come sviluppo, mentre Derek Walcott ricevette quello per la letteratura nel 1992.

## Ordinamento dello Stato

### Suddivisione amministrativa
Da un punto di vista amministrativo Saint Lucia si divide in 11 "quartieri" (quarter in inglese) più il territorio direttamente controllato dal governo della "Central Forest Reserve" nel centro dell'isola.
I quartieri sono:
- Anse-la-Raye
- Castries
- Choiseul
- Dauphin
- Dennery
- Gros Islet
- Laborie
- Micoud
- Praslin
- Soufrière
- Vieux Fort

## Politica
La nazione fa parte del Commonwealth britannico e riconosce il monarca del Regno Unito di Gran Bretagna e Irlanda del Nord come capo di Stato.
Il Re di Saint Lucia è attualmente Carlo III e in sua assenza è rappresentato sull'isola da un governatore generale (dal 12 gennaio 2018 Neville Cenac). Il potere esecutivo spetta al primo ministro e al suo gabinetto. Il primo ministro coincide solitamente con il leader del partito che ha vinto le elezioni per la House of Assembly (la Camera dell'Assemblea locale), che è composta da 17 deputati. L'altra camera, cioè il Senato, ha invece 11 membri.
Saint Lucia aderisce alla CARICOM (la Comunità caraibica) e all'OECS (l'Organizzazione degli Stati dei Caraibi Orientali).
Il 18 agosto 2010 ha ratificato lo Statuto di Roma, aderendo così alla Corte penale internazionale.

## Istruzione

### Università
A Saint Lucia sono presenti diverse università.

## Economia
L'aumento della concorrenza latinoamericana nell'esportazione delle banane e i recenti cambiamenti nella politica di importazione dell'Unione europea hanno fatto della diversificazione dell'economia una necessità sempre più impellente per Saint Lucia. L'isola è perciò stata in grado di attrarre investimenti dall'estero, specialmente nel campo dell'offshore banking e del turismo (con quest'ultima attività che rappresenta la principale fonte di guadagno per l'isola).
A questo si aggiunge un settore industriale tra i più diversificati nell'area caraibica orientale, mentre il governo sta tentando di rivitalizzare la produzione di banane. Malgrado la crescita negativa nel 2001, le basi dell'economia di Saint Lucia rimangono solide, per cui è possibile pensare a una futura ripresa nella crescita del PIL.

### Trasporti
L'isola è servita da due aeroporti, quello intercontinentale di Hewanorra e quello per le isole limitrofe, George F.L. Charles Airport.

## Cultura

### Patrimoni dell'umanità
L'Area di gestione dei Pitons è stato il primo sito di Saint Lucia iscritto, nel 2004, nella Lista dei patrimoni dell'umanità dell'UNESCO.

### Produzione letteraria

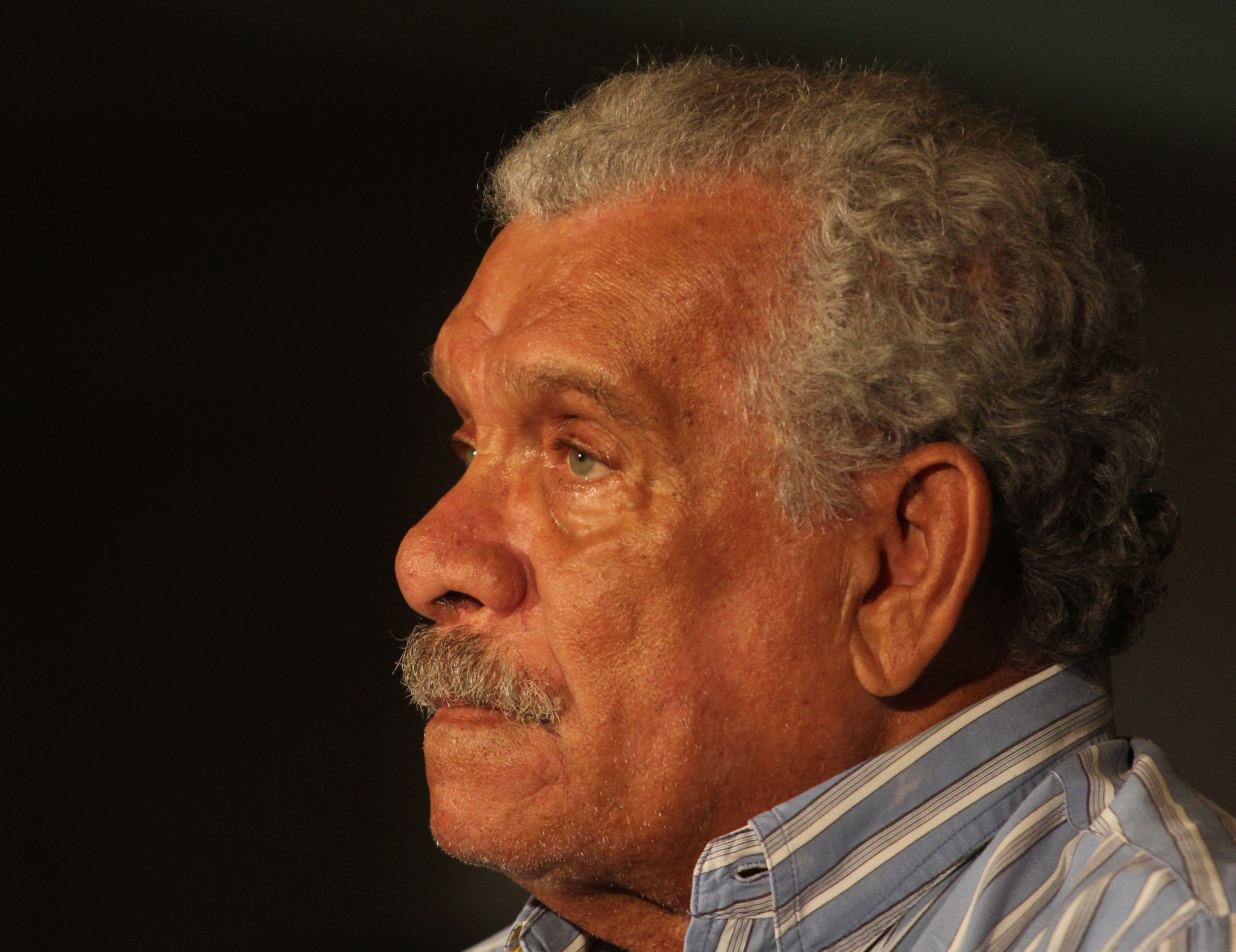
Derek Walcott.

In ambito letterario ricordiamo, in particolare, il poeta Derek Walcott, Premio Nobel per la letteratura, nel 1992, e autore del poema epico Omeros (1990).

### Musica
Cantante e icona culturale è stata Sesenne, premiata con diverse Medaglie e conosciuta spesso come la Regina della Cultura. Dal 1992 si tiene l'annuale Saint Lucia Jazz and Arts Festival.

## Sport

### Calcio
La Federazione calcistica di Saint Lucia, l'Associazione calcistica dello Stato, è nata nel 1979 ma è affiliata dalla FIFA solo dal 1988. La Nazionale di calcio di Saint Lucia non ha mai ottenuto risultati importanti.

### Atletica leggera
L'altista Levern Spencer ha vinto diverse medaglie d'oro, di cui ben sei ai Campionati centroamericani e caraibici di atletica leggera.
La velocista Julien Alfred ha vinto la medaglia d'oro nei 100 metri piani femminili alle Olimpiadi di Parigi, il 3 agosto 2024, con il tempo di 10.72".

### Giochi olimpici
La prima medaglia olimpica vinta da Saint Lucia è la medaglia d'oro conquistata nell'atletica leggera, nei 100 metri piani, dalla velocista Julien Alfred, ai Giochi di Parigi 2024

## Ricorrenza nazionale
- 22 febbraio: Independence Day: Giorno dell'indipendenza dal Regno Unito, nel 1979

## Tradizioni

### Gastronomia
La tradizione gastronomica di Saint Lucia è quella tipica di tutta la zona caraibica, con alla base pesce fresco cucinato con diverse spezie, carne di pollo, riso, fagioli, verdura e frutta tropicale.